# Kernrezeptoren

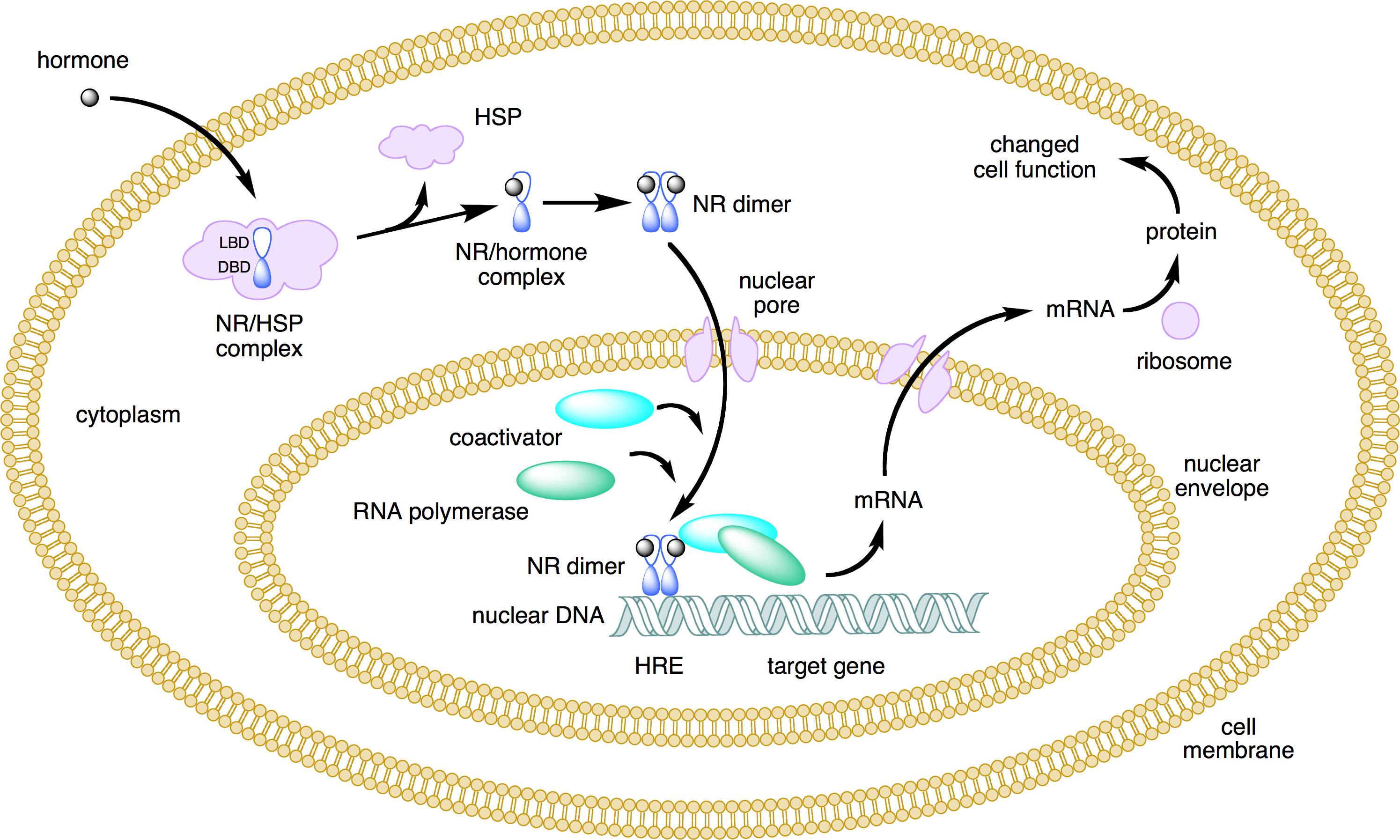
Schematische Darstellung des Wirkmechanismus von Typ-1-Kernrezeptoren: Der Kernrezeptor (NR) befindet sich anfangs im Zytosol, wo er das Hormon bindet, was die Trennung vom Hitzeschockprotein (HSP), Dimerisierung und Translokation in den Zellkern auslöst. Dort bindet er an DNA mit einer festgelegten Basenabfolge (HRE). Dadurch wird (in diesem Fall) die Transkription des betroffenen Gens ausgelöst

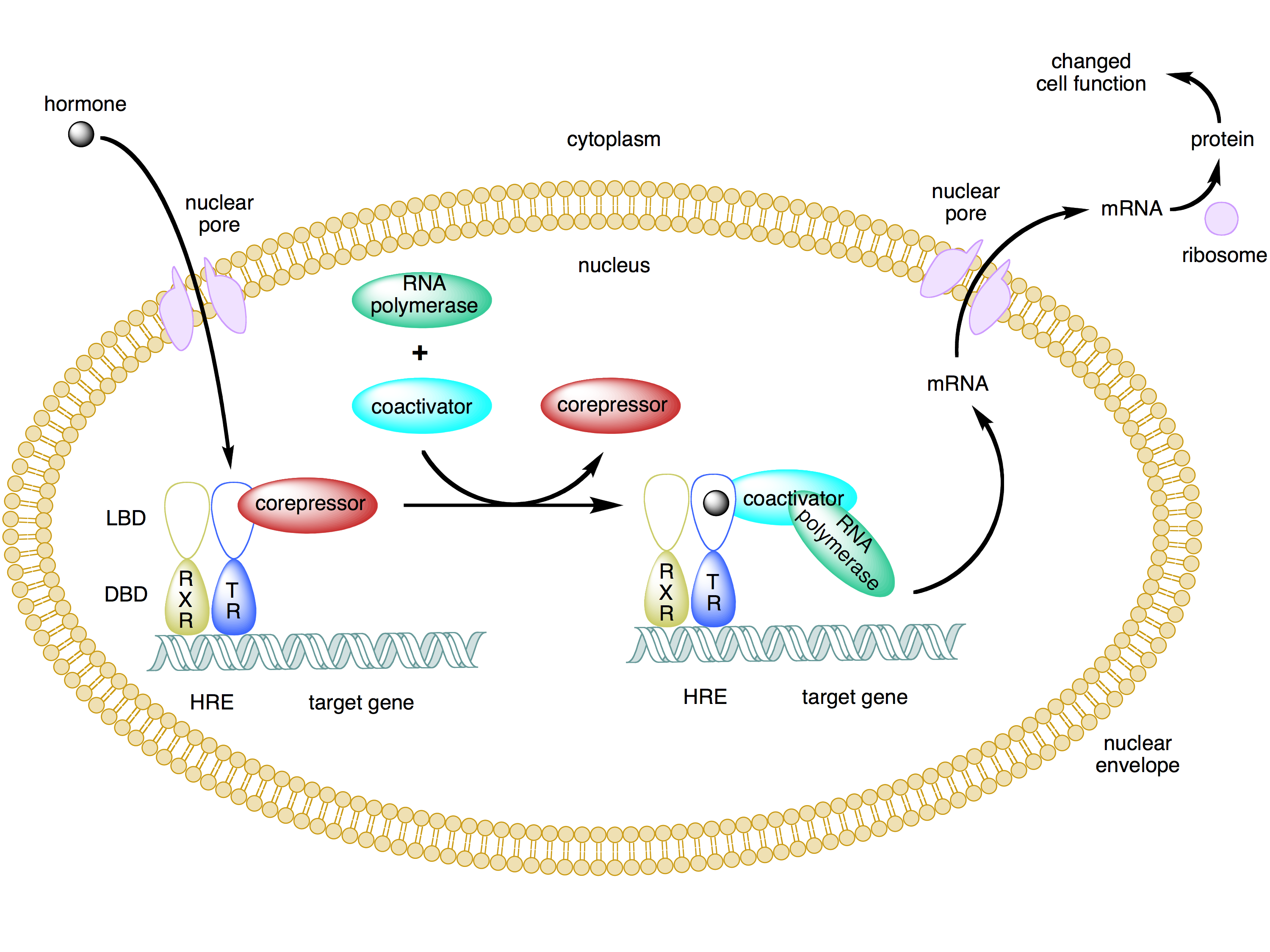
Schematische Darstellung des Wirkmechanismus von Typ-2-Kernrezeptoren: Der Kernrezeptor (TR) befindet sich bereits im Zellkern, an DNA gebunden, er hat jedoch ohne Ligand keine Wirkung auf die Transkription. Hormone können als kleine Moleküle in den Zellkern diffundieren und binden dort an Kernrezeptoren, die dadurch ihre Funktion verändern und zum Repressor oder Aktivator der Transkription werden

Kernrezeptoren (auch: nukleäre Rezeptoren (NR) oder ligandenaktivierte Transkriptionsfaktoren) sind spezielle Proteine, die im Zellkern von mehrzelligen Tieren vorkommen. Es handelt sich um Transkriptionsfaktoren, die erst durch die Bindung eines Liganden (meist Hormone) in der Lage sind, an DNA zu binden und die Transkription eines oder mehrerer Gene zu unterdrücken oder in Gang zu bringen. Kernrezeptoren sind das Ziel von Hormonen, deren Signal sie umsetzen, indem sie die Produktion bestimmter Proteine beeinflussen. Die Funktion als Transkriptionsfaktor kann nach der Bindung des Liganden durch weitere Bindungspartner modifiziert werden. Beim Menschen sind gerade 48 Kernrezeptoren bekannt, jedoch ist nur bei einem Bruchteil von ihnen der Ligand identifiziert.
Die nukleären Rezeptoren können entweder nach ihrem Wirkmechanismus oder nach ihrem Liganden eingeteilt werden. Da sich die phylogenetische Abstammung sowohl in der Aminosäuresequenz als auch im Wirkmechanismus wiederfindet, hat sich die folgende Einteilung etabliert.
Beim Wirkmechanismus wird unterschieden, ob sich der NR beim Zeitpunkt der Bindung des Liganden im Zytosol oder bereits im Zellkern, gebunden an DNA befindet, oder ob die DNA-Bindung als Monomer oder Dimer erfolgt.
1. Die klassischen Steroidrezeptoren (Typ 1) wie der Androgenrezeptor befinden sich im inaktiven Zustand an Hitzeschockproteine gebunden im Zytoplasma. Nach Bindung ihres Liganden wird das Hitzeschockprotein abgetrennt, der Rezeptor transloziert in den Zellkern und bindet als Dimer an die DNA, die immer eine palindromische Erkennungssequenz aufweist.
2. Die Kernrezeptoren der Typen 2 und 4 befinden sich bei der Ligandenbindung bereits im Zellkern. Sie alle haben ein Zinkfinger-Strukturmotiv, das an die DNA-Basensequenz AGGTCA bindet. Dazu gehören:
  - Thyroidhormonrezeptor-ähnliche Rezeptoren wie Peroxisom-Proliferator-aktivierte Rezeptoren oder Vitamin-D-Rezeptor
  - Retinoid-X-Rezeptor-ähnliche Rezeptoren
  - NGF1-b-ähnlich
  - SF1-ähnlich
  - GCNF-ähnlich und andere

## Klassifizierung
Das folgende ist eine Klassifizierung von Kernrezeptoren nach Homologie:

### Unterfamilie 1: Thyroidhormonrezeptor-ähnliche
- Gruppe A: Thyroidhormonrezeptor (Schilddrüsenhormone)
  - 1: Thyroidhormonrezeptor-α (TRα; NR1A1, THRA)
  - 2: Thyroidhormonrezeptor-β (TRβ; NR1A2, THRB)
- Gruppe B: Retinsäurenrezeptor (Vitamin A und verwandte Verbindungen)
  - 1: Retinsäurenrezeptor-α (RARα; NR1B1, RARA)
  - 2: Retinsäurenrezeptor-β (RARβ; NR1B2, RARB)
  - 3: Retinsäurenrezeptor-γ (RARγ; NR1B3, RARG)
- Gruppe C: Peroxisom-Proliferator-aktivierte Rezeptoren (Fettsäuren, prostaglandins)
  - 1: Peroxisom-Proliferator-aktivierte Rezeptoren-α (PPARα; NR1C1, PPARA)
  - 2: Peroxisom-Proliferator-aktivierte Rezeptoren-β/δ (PPARβ/δ; NR1C2, PPARD)
  - 3: Peroxisom-Proliferator-aktivierte Rezeptoren-γ (PPARγ; NR1C3, PPARG)
- Gruppe D: Rev-ErbA (heme)
  - 1: Rev-ErbAα (Rev-ErbAα; NR1D1)
  - 2: Rev-ErbAβ (Rev-ErbAβ; NR1D2)
- Gruppe F: RAR-related Waise Rezeptoren (cholesterol, ATRA)
  - 1: RAR-verwandte Waise Rezeptoren-α (RORα; NR1F1, RORA)
  - 2: RAR-verwandte Waise Rezeptoren-β (RORβ; NR1F2, RORB)
  - 3: RAR-verwandte Waise Rezeptoren-γ (RORγ; NR1F3, RORC)
- Gruppe H: Leber X Rezeptoren-ähnliche (oxysterol)
  - 3: Leber X Rezeptoren-α (LXRα; NR1H3)
  - 2: Leber X Rezeptoren-β (LXRβ; NR1H2)
  - 4: Farnesoid X Rezeptoren  (FXR; NR1H4)
- Gruppe I: Vitamin D Rezeptoren-ähnliche
  - 1: Vitamin D Rezeptoren (VDR; NR1I1, VDR) (Vitamin D)
  - 2: Pregnan-X-Rezeptoren (PXR; NR1I2) (Xenobiotikum)
  - 3: Constitutive androstane Rezeptoren (CAR; NR1I3) (androstane)

### Unterfamilie 2: Retinoid X Rezeptoren-ähnliche
- Gruppe A: Hepatocyte Kernfaktor-4 (HNF4) (Fettsäuren)
  - 1: Hepatocyte Kern faktor-4-α (HNF4α; NR2A1, HNF4A)
  - 2: Hepatocyte Kern faktor-4-γ (HNF4γ; NR2A2, HNF4G)
- Gruppe B: Retinoid X Rezeptoren (RXRα) (retinoids)
  - 1: Retinoid X Rezeptoren-α (RXRα; NR2B1, RXRA)
  - 2: Retinoid X Rezeptoren-β (RXRβ; NR2B2, RXRB)
  - 3: Retinoid X Rezeptoren-γ (RXRγ; NR2B3, RXRG)
- Gruppe C: Testicular Rezeptoren
  - 1: Testicular Rezeptoren 2 (TR2; NR2C1)
  - 2: Testicular Rezeptoren 4 (TR4; NR2C2)
- Gruppe E: TLX/PNR
  - 1: Human homologue of the Drosophila tailless gene (TLX; NR2E1)
  - 3: PhotoRezeptoren cell-specific Kern Rezeptoren (PNR; NR2E3)
- Gruppe F: COUP/EAR
  - 1: Chicken ovalbumin upstream promoter-transcription faktor I (COUP-TFI; NR2F1)
  - 2: Chicken ovalbumin upstream promoter-transcription faktor II (COUP-TFII; NR2F2)
  - 6: V-erbA-related gene|V-erbA-related (EAR-2; NR2F6)

### Unterfamilie 3: Estrogenrezeptor-ähnliche
- Gruppe A: Estrogenrezeptor (Sexualhormone: Estrogene)
  - 1: Estrogen Rezeptoren-α (ERα; NR3A1, ESR1)
  - 2: Estrogen Rezeptoren-β (ERβ; NR3A2, ESR2)
- Gruppe B: Estrogen-verbunden Rezeptoren
  - 1: Estrogen-verbunden Rezeptoren-α (ERRα; NR3B1, ESRRA)
  - 2: Estrogen-verbunden Rezeptoren-β (ERRβ; NR3B2, ESRRB)
  - 3: Estrogen-verbunden Rezeptoren-γ (ERRγ; NR3B3, ESRRG)
- Gruppe C: 3-Ketosteroid Rezeptorens
  - 1: Glucocorticoidrezeptoren (GR; NR3C1) (Cortisol)
  - 2: Mineralocorticoidrezeptoren (MR; NR3C2) (Aldosterone)
  - 3: Progesteronerezeptoren (PR; NR3C3, PGR) (Sexualhormone: Progesterone)
  - 4: Androgenrezeptor (AR; NR3C4, AR) (Sexualhormone: Testosterone)

### Unterfamilie 4: Nervenwachstumsfaktor IB-ähnliche
- Gruppe A: NGFIB/NURR1/NOR1
  - 1: Nervenwachstumsfaktor IB  (NGFIB; NR4A1)
  - 2: Kernrezeptoren related 1 (NURR1; NR4A2)
  - 3: Neuron-abgeleitet orphan Rezeptoren 1 (NOR1; NR4A3)

### Unterfamilie 5: Steroidogenic-faktor-ähnliche
- Gruppe A: SF1/LRH1
  - 1: Steroidogenic faktor 1 (SF1; NR5A1) (phospholipide)
  - 2: Leber-Rezeptor homolog-1  (LRH-1; NR5A2)

### Unterfamilie 6: Germ Cell Kernfaktor-ähnliche
- Gruppe A: GCNF
  - 1: Germ cell nuclear factor (GCNF; NR6A1)

### Unterfamilie 0: Verschiedenes
- Gruppe B: DAX/SHP
  - 1: Dosage-sensitive sex reversal, adrenal hypoplasia critical region, on chromosome X, gene 1 (DAX1, NR0B1)
  - 2: Small heterodimer partner (SHP; NR0B2)